# Ranma ½
Ranma ½ (らんま1/2, Ranma Nibun-no-Ichi) és un dels mangues més famosos de Rumiko Takahashi. Narra la vida d'un noi anomenat Ranma Saotome que des de la seva infantesa fins als 16 anys s'ha entrenat en les arts marcials i que pateix la maledicció de convertir-se en noia cada cop que es mulla amb aigua freda, i tornar al seu estat normal quan es mulla amb aigua calenta. La sèrie està dirigida a un públic adolescent, es troba dins el gènere shonen i tracta temàtiques d'humor, arts marcials i amor.
El manga va ser serialitzat al Japó a la revista Shūkan Shōnen Sunday de l'editorial Shogakukan des de l'any 1987 fins al 1996. En català el manga es va començar a publicar l'any 2023.
L'adaptació a l'anime la van fer els estudis Kitty Films i Studio Deen. El 1989 l'anime va començar amb el títol Ranma nibun no ichi. Fruit de la manca d'èxit es va fer una altra sèrie de sis temporades amb el títol Ranma nettohuen, finalitzant el 1992 després d'un total de 161 episodis, amb el manga inacabat i sense cloure la història. El manga té 38 volums i l'anime es correspon només als primers 22. A la primera sèrie els dissenys dels personatges són més semblants al manga que a la resta i les proporcions femenines són més reals. Tomomitsu Mochizuki i Tsutomu Shibayama van dirigir la primera sèrie (18 capítols), mentre que la segona l'anime va ser dirigit per Junji Nishimura i Koji Sawai (143 capítols) i el disseny dels personatges va anar a càrrec d'Atsuko Nakajima.
L'anime es va estrenar a Catalunya doblat al català el 12 de setembre de 1995 al Canal 33 dins de l'espai Club Super3, titulat simplement Ranma. Al gener del 2023, es va tornar a emetre a l'espai "L'hora Boomer" del canal SX3.
L'anime ha esdevingut un clàssic, no només pel disseny de la història, sinó perquè té una banda sonora destacable, amb openings i endings molt d'acords amb la sèrie, que no es van poder sentir en el doblatge català, ja que a Catalunya va arribar la sintonia francesa de la sèrie. També de la versió original en destaquen les veus, amb Megumi Hayashibara fent de Ranma noia (actriu de doblatge de Reena Invers a Slayers o Rei Ayanami a Evangelion), Kikuke Inoue fent de Kasumi Tendo (actriu de doblatge de Belldandy a Oh! My Goddess) o Minami Takayama (actriu de doblatge de Conan a El detectiu Conan) com a Nabiki Tendo. S'han produït dotze OVAs i tres pel·lícules animades de Ranma des de 1993.
L'octubre de 2024 es va estrenar una nova adaptació anime produïda per MAPPA i es va emetre a Nippon Television i a Netflix. Es va subtitular al català.

## Argument
En Ranma Saotome és un noi de 16 anys que és entrenat i viatja des que era petit amb el seu pare, en Genma. En el seu llarg camí arriben a les fonts de Jusenkyo, a la Xina, un lloc d'entrenament famós i sense escoltar els consells del guarda, comencen a entrenar i cauen als estanys, que resulta que estan maleïts. En Ranma es converteix des d'aleshores en noia sempre que es mulla amb aigua freda i torna a ser un noi quan es mulla amb aigua calenta. Per la seva banda, en Genma es converteix en panda de la mateixa manera.
En Genma Saotome i en Soun Tendo van ser tots dos companys d'entrenament quan eren joves i van prometre que casarien els seus fills per unir les dues escoles, de manera que després del viatge a la Xina, en Genma i en Ranma es dirigeixen a la casa dels Tendo, on la filla petita d'en Soun, l'Akane, es converteix en la promesa d'en Ranma.
Posteriorment van apareixent més personatges, alguns maleïts ja que també havien caigut dins els pous de Jusenkyo, com l'amazona Shampoo, que es transforma en una gata rosada; en Mousse, que es transforma en un ànec; i el sempre desorientat Ryoga Hibiki, que es converteix en un porquet negre i que és un dels rivals d'en Ranma, atès que s'enamora de l'Akane. Moltes de les noies de la sèrie s'enamoren d'en Ranma i molts nois de l'Akane, i tots s'oposen al seu matrimoni pactat, així doncs, les situacions acaben en lluites i tècniques increïbles, sempre amb molt d'humor i surrealisme.

## Personatges
- Ranma Saotome (早乙女 乱馬) és fill de Genma i Nodoka.
- Genma Saotome (早乙女 玄馬) És el pare de Ranma, i el mestre de la Secta Saotome d'Arts Marcials d'Estil Lliure.
- Nodoka Saotome (早乙女 のどか) És la mare de Ranma. En l'anime apareix al final buscant el seu fill i el seu marit Genma. No es coneix molt sobre ella.
- Akane Tendo (天道 あかね) Com el seu pare, Akane és practicant d'arts marcials. És una noia de 16 anys que, abans de conèixer a Ranma i a Ryoga, odiava als homes.
- Soun Tendo (天道 早雲) És el pare de Kasumi, Nabiki i Akane. Té prop de 40 anys i és gran amic del seu company d'entrenament Genma Saotome.
- Nabiki Tendo (天道 なびき) És la segona filla de Soun Tendo, té 17 anys, és la més intel·ligent de les 3, i és germana gran d'Akane i germana petita de Kasumi.
- Kasumi Tendo (天道 かすみ) és la major de les 3 filles de Soun Tendo amb 19 anys. Kasumi Tendo
- Shampoo (珊璞) Enamorada de Ranma Saotome, sovint rivalitza amb Akane i amb les altres noies de la sèrie per ell.
- Cologne. És l'àvia de Shampoo.
- Mousse (沐絲) És un noi que es transforma en ànec i està enamorat de la Shampoo.
- Tatewaki Kuno (九能 帯刀) És un noi de 17 anys, practicant de Kendo i estudiant de la secundària Furinkan.
- Kodachi Kuno (九能 小太刀) És una experta en gimnàstica rítmica de combat. Està bojament enamorada de Ranma i odia la Ranma-noia.
- Principal Kuno o Director Kuno (九能 校長) És el pare de Kodachi i Tatewaki.
- Ukyo Kuonji (久遠寺 右京) No ha caigut en cap dels llacs de Jusenkyō, és cuinera -amb negoci propi- i una de les promeses de Ranma Saotome.
- Hikaru Gosunkugi (五寸釘 光) És un estudiant de l'escola de Furinkan i no té amics coneguts.
- Dr. Tompú Ono (小乃東風) És el metge quiropràctic més reconegut de Nerima, i fa la seva feinaamb tota atenció i professionalitat, excepte quan Kasumi Tendo està a prop.
- Hinako Ninomiya (二ノ宮 ひな子)
- Ryoga Hibiki (響 良牙) Se'l considera el rival més gran de Ranma, tant en el combat, com en l'amor, car està completament enamorat d'Akane Tendo.
- Mestre Happosai (八宝斎) És el mestre de Ranma i Akane, als quals ensenya tècniques d'arts marcials. També fou el mestre de Genma i Soun Tendo.
- Taro Mitja de seda (パンスト太郎)
- Jusenkyo Guide. El seu nom real no ha estat mai revelat i és el guia de Jusenkyō.
- Pantyhose Taro (パンスト太郎, Pansuto-Tarō). És un jove que practica arts marcials i va néixer a Jusenkyō.
- Sasuke Sarugakure. És el ninja de la família Kuno.
- Rouge. És una noia hindú de 16 anys i només apareix al manga.
- Saffron. És un fènix humanoide.
- Shinnosuke. Viu amb el seu avi al bosc de Ryugenzawa
- Tsubasa Kurenai (紅 つばさ, Kurenai Tsubasa) Està bojament enamorat d'Ukyo Kuonji
- The Golden Pair o La parella daurada: es refereix als dos patinadors Azusa Shiratori i Mikado Sanzenin.

## Mitjans

### Manga
Ranma ½ va començar a publicar-se el setembre de 1987 a Weekly Shōnen Sunday, de l'editorial Shōgakukan, després de la finalització de l'anterior treball important de Rumiko Takahashi, Lamu, la petita extraterrestre. Des de setembre de 1987 fins a març de 1996, després de gairebé una dècada d'històries, el capítol final de Ranma ½ va ser publicat en l'edició número 12 de la Shōnen Sunday.
Després de la publicació a Shonen Sunday, Ranma ½ es va recopilar en tankōbon comptant amb 38 volums en total. El 2002, Shogakukan va optar per publicar el manga en un nou format, el shinsōban, que és essencialment el mateix que tankoban, però amb un nou logotip i esquema de coberta. El contingut de cada volum és exactament el mateix que el seu homòleg de tankōbon, a excepció de les il·lustracions en color que s'utilitzen a les cobertes posteriors i interiors del llibre.
A la conferència de Planeta Cómic del Saló del Manga de Barcelona de 2022, van anunciar que començarien a publicar el manga en català a partir de 2023 en una edició condensada (Kanzenban) de 19 volums. Finalment, el primer número es va publicar el 18 d'octubre de 2023.

### Anime
Una sèrie de televisió anime va ser creada per l'Studio Deen i es va emetre setmanalment entre el 15 d'abril de 1989 i el 16 de setembre de 1989 a Fuji TV durant 18 episodis, abans de ser cancel·lada amb audiències baixes. La sèrie va ser reelaborada majoritàriament pel mateix personal, es va canviar el títol de Ranma ½ Nettōhen (らんま½熱闘) i es va llançar en una franja horària diferent, amb 143 episodis a partir del 20 d'octubre de 1989, a 25 de setembre de 1992. L'anime es manté fidel al manga original, però difereix en mantenir la transformació sexual de Ranma en secret per als estudiants de secundària, almenys durant la major part de la seva extensió. Tampoc introdueix Hikaru Gosunkugi fins molt tard a la sèrie, en canvi, Sasuke Sarugakure, el diminut servent ninja de la família Kuno ocupa diversos papers de Gosunkugi en les primeres històries, però és un personatge important per dret propi. L'anime també altera la col·locació de molts arcs argumental i conté nombrosos episodis i personatges originals no adaptats del manga.
La primera sèrie va ser dirigida per Tomomi Mochizuki i Tsutomu Shibayama i la segona per Junji Nishimura i Koji Sawai. La música va ser obra de Hideharu Mori, la primera sèrie i Kenji Kawai, entre d'altres, la segona. S'han publicat quatre CDs recopilant la música de la sèrie. També s'han fet moltes recopilacions d'openings i endings.
VIZ Media va llicenciar les dues sèries d'anime el 1993, convertint "Ranma ½" en un dels primers títols d'anime llicenciats per VIZ, que van reeditar-lo en DVD el 2007 amb la seva pròpia empresa de producció de DVD. Televisió de Catalunya va aquirir la sèrie de TF1, que l'emetia a Club Dorothée, però amb moltes escenes censurades. L'opening català és una traducció del francès, interpretada per Jordi Vila.
El 2021 es va començar a publicar en Blue-ray amb els doblatges originales i incloent, en versió original subtitulada, les escenes censurades en les emissions prèvies, tant a TVC com a Antena 3 que la va emetre en castellà. En la posterior reemissió al canal SX3, es va emetre la sèrie respectant els openings i endings originals i incloent les escenes prèviament censurades en versió original subtitulada així com les cortinetes prèvies i posteriors a la publicitat al Japó.

#### Doblatge
El doblatge al català el va fer l'estudi Sonoblok S. A., sota la direcció de Josep Maria Ullod i amb la traducció de Lluís Comes.
| Personatge           | Seiyū ·            | Actors de doblatge ·           |
| -------------------- | ------------------ | ------------------------------ |
| Ranma Saotome (Noi)  | Kappei Yamaguchi   | Marc Zanni                     |
| Ranma Saotome (Noia) | Megumi Hayashibara | Núria Trifol                   |
| Akane Tendo          | Noriko Hidaka      | Marta Ullod                    |
| Nabiki Tendo         | Minami Takayama    | Berta Cortés                   |
| Kasumi Tendo         | Kikuko Inoue       | Núria Domènech                 |
| Genma Saotome        | Kenichi Ogata      | Josep Maria Ullod              |
| Soun Tendo           | Ryûnosuke Ôbayashi | Josep Antequera                |
| Tatewaki Kuno        | Hirotaka Suzuoki   | Óscar Muñoz; Roger Pera        |
| Ryoga Hibiki         | Kôichi Yamadera    | Albert Trifol; Aleix Estadella |
| Kodachi Kuno         | Saeko Shimazu      | Eva Lluch                      |
| Shampoo              | Rei Sakuma         | Marta Barbarà                  |
| Ukyo Kuonji          | Hiromi Tsuru       | Vicky Martínez                 |
| Mestre Happosai      | Ichirô Nagai       | Antoni Crespo                  |

#### Tercera sèrie anime
La revista Shūkan Shōnen Sunday va anunciar una nova adaptació a l'anime de Ranma ½ el 26 de juny de 2024. La sèrie de televisió és produïda per MAPPA i dirigida per Kōnosuke Uda. Kimiko Ueno es va ocupar dels guions de la sèrie, Hiromi Taniguchi del disseny de personatges i Kaoru Wada de la composició musical. La majoria del repartiment de veu japonès original dels personatges principals va repetir els seus papers. Es va estrenar el 5 d'octubre de 2024 a Nippon Television, i Netflix va comptar amb una llicència per a l'emissió setmanal a tot el món a partir del 6 d'octubre del mateix any. El tema d'obertura és "Iinazukekkyun" interpretat per Ano, mentre que el tema de tancament és "Anta Nante", que interpreta Riria específicament per a l'anime. Viz Media i Hot Topic van acollir l'estrena mundial del primer episodi el 23 d'agost durant l'Anime NYC. A principis d'aquell mateix mes, es va informar que els primers dotze episodis de l'anime s'havien filtrat juntament amb molts altres treballs de la companyia de localització Iyuno. La tercera sèrie compta amb els subtítols en català per a Netflix.
Es va anunciar una segona temporada després de l'emissió del 12è episodi.

##### Llista d'episodis
| Núm. | Títol | Direcció                           | Guió         | Guió il·lustrat       | Cap d'animació    | Data d'emissió original |
| --- | --- | ---------------------------------- | ------------ | --------------------- | ----------------- | ----------------------- |
| 1 | «L'arribada d'en Ranma» Transliteració: «Ranma ga kita» (japonès: らんまが来た)                                 | Kōnosuke Uda                       | Kimiko Ueno  | Kōnosuke Uda          | Hiromi Taniguchi  | 6 d'octubre de 2024     |
| El mestre de Tendo Dojo Soun espera impacient l'arribada del seu vell amic Genma Saotome i el fill d'en Genma, en Ranma. En canvi, apareixen una adolescent i un panda gegant.          | |                                    |              |                       |                   |                         |
| 2 | «Odio els homes!» Transliteració: «Otoko nanka daikkirai» (japonès: 男なんか大っ嫌い)                           | Nobuyoshi Arai                     | Kimiko Ueno  | Kōnosuke Uda          | Yoshiko Saito     | 13 d'octubre de 2024    |
| Al primer dia d'en Ranma a l'Institut Fûrinkan, un grup de nois, entre els quals hi ha en Kuno, li tendeixen una emboscada a l'Akane a la porta.                                        | |                                    |              |                       |                   |                         |
| 3 | «Perquè hi ha algú que li agrada» Transliteració: «Sukina hito ga iru dakara» (japonès: 好きな人がいるんだから) | Tadahito Matsubayashi              | Kimiko Ueno  | Tadahito Matsubayashi | Takeshi Yoshioka  | 20 d'octubre de 2024    |
| Per desgràcia d'en Ranma, en Kuno s'enamora perdudament de la seva forma femenina i la persegueix sense treva. Mentrestant, l'Akane s'enfronta a uns sentiments no correspostos.        | |                                    |              |                       |                   |                         |
| 4 | «El caçador» Transliteració: «Ranma wo ottekita otoko» (japonès: 乱馬を追ってきた男)                            | Parako Shinohara                   | Kimiko Ueno  | Mitsue Yamazaki       | Nao Ōtsu          | 27 d'octubre de 2024    |
| Un misteriós lluitador arriba a l'institut Fûrinkan per passar comptes amb en Ranma. Més tard, el centre es converteix en un camp de batalla.                                           | |                                    |              |                       |                   |                         |
| 5 | «Qui diu que siguis bufona?» Transliteració: «Kawaikunee» (japonès: かわいくねえ)                               | Taro Kubo                          | Kimiko Ueno  | Ikuo Morimoto         | Hiromi Taniguchi  | 3 de novembre de 2024   |
| L'Akane es veu embolicada a la baralla entre en Ryôga i en Ranma i acaba exhibint un nou i impactant aspecte. En Ranma, preocupat, abandona la batalla i va darrere seu.                | |                                    |              |                       |                   |                         |
| 6 | «Kodachi, la rosa negra» Transliteració: «Kuro bara no Kodachi» (japonès: 黒バラの小太刀)                       | Yoji Sato                          | Erika Ando   | Tomohisa Shimoyama    | Takeshi Yoshioka  | 10 de novembre de 2024  |
| Quan l'equip escolar de gimnàstica rítmica resulta lesionat a causa de la capitana rival, els seus integrants preguen a l'Akane que entri com a reemplaçament en el pròxim partit.      | |                                    |              |                       |                   |                         |
| 7 | «Un enfrontament candent» Transliteració: «Nettou shintaisou» (japonès: 熱闘新体操)                             | Yasuhiro Geshi                     | Erika Ando   | Hiroko Kazui          | Yoshiko Saito     | 17 de novembre de 2024  |
| L'Akane està ferida i en Ranma pren el seu lloc, de manera que ha de practicar tota la nit. L'endemà, la competició comença amb els trucs habituals de la Kodachi.                      | |                                    |              |                       |                   |                         |
| 8 | «Charlotte l'encantadora» Transliteració: «Aishi no Sharurotto» (japonès: 愛しのシャルロット)                   | Nobuyoshi Arai                     | Misaki Morie | Nobuyoshi Arai        | Nao Ōtsu          | 24 de novembre de 2024  |
| En P-Chan desapareix i reapareix als braços d'una famosa patinadora marcial que es nega a tornar-lo. Enfurida, l'Akane desafia l'Azusa a un combat.                                     | |                                    |              |                       |                   |                         |
| 9 | «No et deixaré anar» Transliteració: «Kono te wa hanasanai» (japonès: この手ははなさない)                       | Parako Shinohara                   | Misaki Morie | Parako Shinohara      | Hiromi Taniguchi  | 1 de desembre de 2024   |
| Comença el feroç combat d'en Ranma i l'Akane contra la parella d'or, formada per en Mikado i l'Azusa. En Mikado està decidida a robar-li un petó a l'Akane, cosa que preocupa en Ranma. | |                                    |              |                       |                   |                         |
| 10 | «Petó de la mort» Transliteració: «Shi no seppun» (japonès: 死の接吻)                                           | Tomoko Hiramuki & Yusuke Kurinishi | Misaki Morie | Tadahito Matsubayashi | Tsuyoshi Yoshioka | 8 de desembre de 2024   |
| El caos regna quan el combat prossegueix amb en Ryôga i un Ranma femení ferit. Després, apareix una Nujiezu decidida a matar la forma femenina d'en Ranma.                              | |                                    |              |                       |                   |                         |
| 11 | «T'estimo» Transliteració: «Wǒ ài nǐ» (xinès: 我愛你)                                                           | Tokio Igarashi                     | Kimiko Ueno  | Tokio Igarashi        | Yoshiko Saito     | 15 de desembre de 2024  |
| En Ranma s'assabenta que derrotar una Nujiezu el pot ficar en molts embolics. En P-Chan passa a formar part del sopar, cosa que desencadena una baralla entre la Shampoo i l'Akane.     | |                                    |              |                       |                   |                         |
| 12 | «Xampú amnèsic» Transliteració: «Hissatsu Janpū» (japonès: 必殺シャンプー)                                      | Yoji Sato                          | Kimiko Ueno  | Ikuo Morimoto         | Nao Ōtsu          | 22 de desembre de 2024  |
| La tècnica shiatsu i el rentatge de pèl màgic de la Shampoo fan que l'Akane s'oblidi d'en Ranma. La Nujiezu ofereix una cura, però demana quelcom impossible a canvi.                   | |                                    |              |                       |                   |                         |

## Recepció

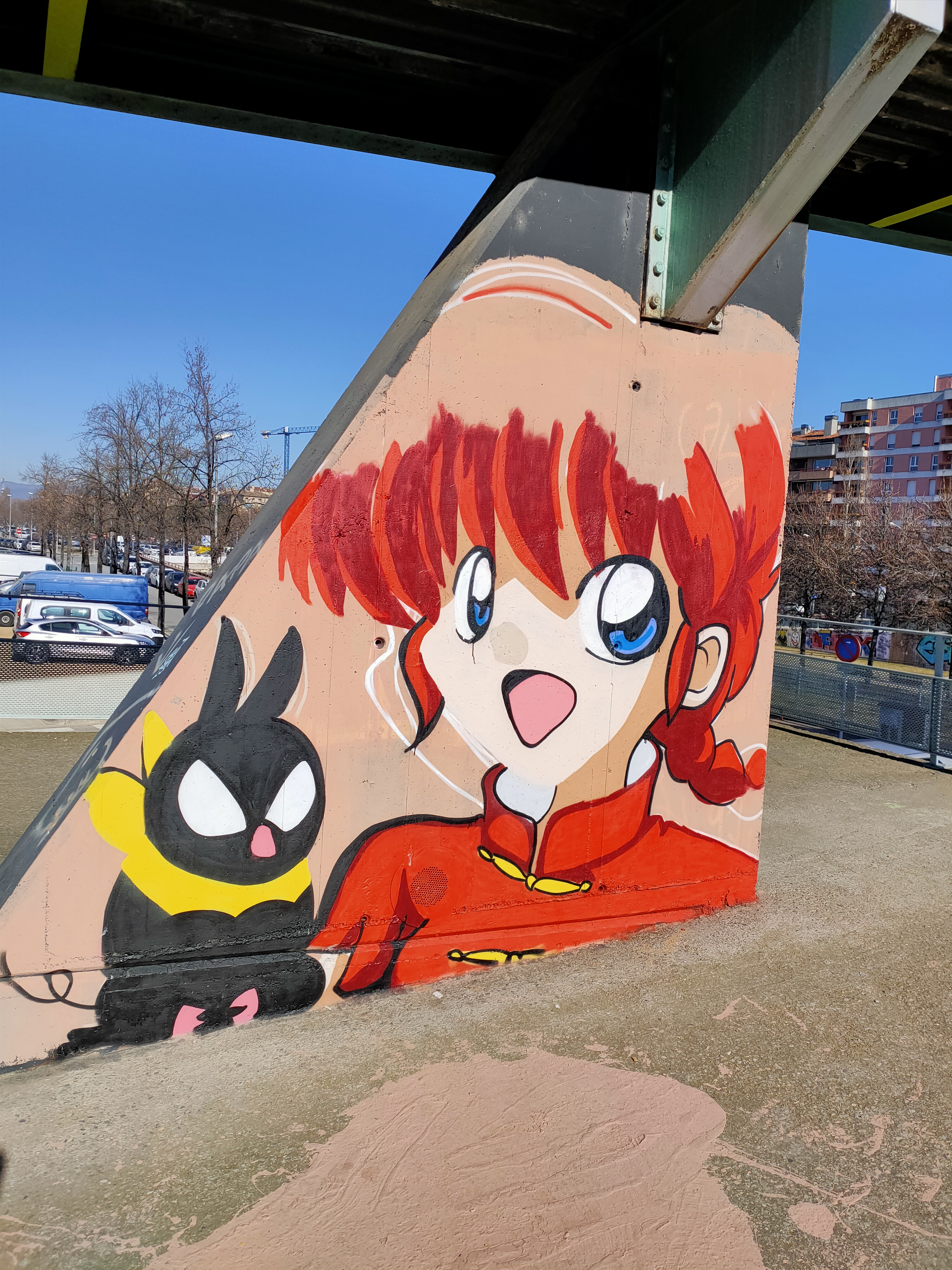
Un mural amb temàtica de Ranma ½ presentant P-chan i la Ranma noia a Vic (Osona).

El novembre de 2006, es va informar que Ranma ½ havia venut més de 49 milions de volums de manga al Japó. Shogakukan ha imprès 53 milions de còpies al novembre de 2011 i a l'abril del 2021 ja tenia 55 milions de còpies en circulació.
L'anime Ranma ½ va ser considerat el número 17 a la llista dels 50 millors d'Anime Insider de 2001, en una llista que es limitava a sèries que es van estrenar a Amèrica del Nord. Va ocupar el lloc 36 a la llista de 2006 de TV Asahi de les 100 sèries de televisió animades preferides del Japó, que es basa en una enquesta a internet del poble japonès, per sobre de la llista de l'any anterior on ocupava el lloc 45è. El novembre de 2006, la Comic Con de Nova York va anunciar que acolliria els primers Premis American Anime. Els fans van tenir l'oportunitat de votar per internet el seu anime favorit durant el mes de gener de 2007. Només els cinc nominats que van rebre més vots per a cada categoria es van anunciar el 5 de febrer. Entre les 12 categories diferents, Ranma ½ va ser finalista a la categoria "Millor anime de comèdia" i els OVA "Ranma ½" van ser finalistes a la categoria "Millor sèrie de curts". El 2019 l'enquesta de NHK a 210.061 persones va veure que Ranma ½ i Ranma ½ Nettōhen van ser el segon treball millor animat de Takahashi. Shampoo i Ranma van ser votats en quart i cinquè lloc respectivament en la seva categoria de personatges.
Tot i que Lum de la primera sèrie de Takahashi Urusei Yatsura es cita sovint com el primer personatge tsundere d'anime i manga, Theron Martin d'Anime News Network va afirmar que Akane Tendo de Ranma ½' s'acosta més a com es representarien més tard a la dècada de 2000. També va suggerir que es podria argumentar que Ranma és un primer exemple d'un harem o sèrie d'harem invers, a causa del personatge principal que atrau pretendents en ambdós gèneres. La publicació de la sèrie a Amèrica del Nord també va tenir un gran èxit, sent la primera introducció de molts nord-americans al manga i la seva adaptació a l'anime un dels primers programes d'animació japonesos a aconseguir popularitat als EUA.

## Llegat
Hiroshi Aro va admetre que va crear Futaba-kun Change! basant-se en Ranma ½. Els artistes de còmics occidentals que han citat Ranma ½ com a influència inclouen el canadenc Bryan Lee O'Malley a la seva sèrie Scott Pilgrim i l'americana Colleen Coover en la seva sèrie eròtica Small Favors.
El director de cinema Makoto Shinkai va esmentar que Ranma ½ va servir d'inspiració per a la pel·lícula d'animació del 2016 Your Name. Matt Bozon, creador de la sèrie de videojocs Shantae, va citar Ranma ½ com una gran influència en la seva obra. El títol del quart joc, Shantae: ½ Genie Hero, també és un homenatge a la sèrie.